# Соверни
Соверни́ (фр. Sauverny) — коммуна во Франции, находится в регионе Рона — Альпы. Департамент — Эн. Входит в состав кантона Жекс. Округ коммуны — Жекс.
Код INSEE коммуны — 01397.

## География
Коммуна расположена приблизительно в 400 км к юго-востоку от Парижа, в 120 км северо-восточнее Лиона, в 70 км к востоку от Бурк-ан-Бреса.
По территории коммуны протекает река Версуа и её приток — небольшая река Удар (фр. Oudar).

## Климат
Климат полуконтинентальный с холодной зимой и тёплым летом. Дожди бывают нечасто, в основном летом.

## Население
Население коммуны на 2010 год составляло 1078 человек.
| 1962 | 1968 | 1975 | 1982 | 1990 | 1999 | 2010 |
| ---- | ---- | ---- | ---- | ---- | ---- | ---- |
| 151  | 170  | 220  | 555  | 1067 | 1017 | 1078 |

## Администрация
| Период | Период | Фамилия    | Партия | Примечания |
| ------ | ------ | ---------- | ------ | ---------- |
| 1995   | 2001   | Жак Туйё   |        |            |
| 2001   | 2013   | Жак Жанье  |        |            |
| 2013   | 2014   | Поль Бонно |        |            |

## Экономика
В 2010 году среди 740 человек трудоспособного возраста (15—64 лет) 544 были экономически активными, 196 — неактивными (показатель активности — 73,5 %, в 1999 году было 71,0 %). Из 544 активных жителей работали 506 человек (272 мужчины и 234 женщины), безработных было 38 (24 мужчины и 14 женщин). Среди 196 неактивных 65 человек были учениками или студентами, 55 — пенсионерами, 76 были неактивными по другим причинам.

## Фотогалерея

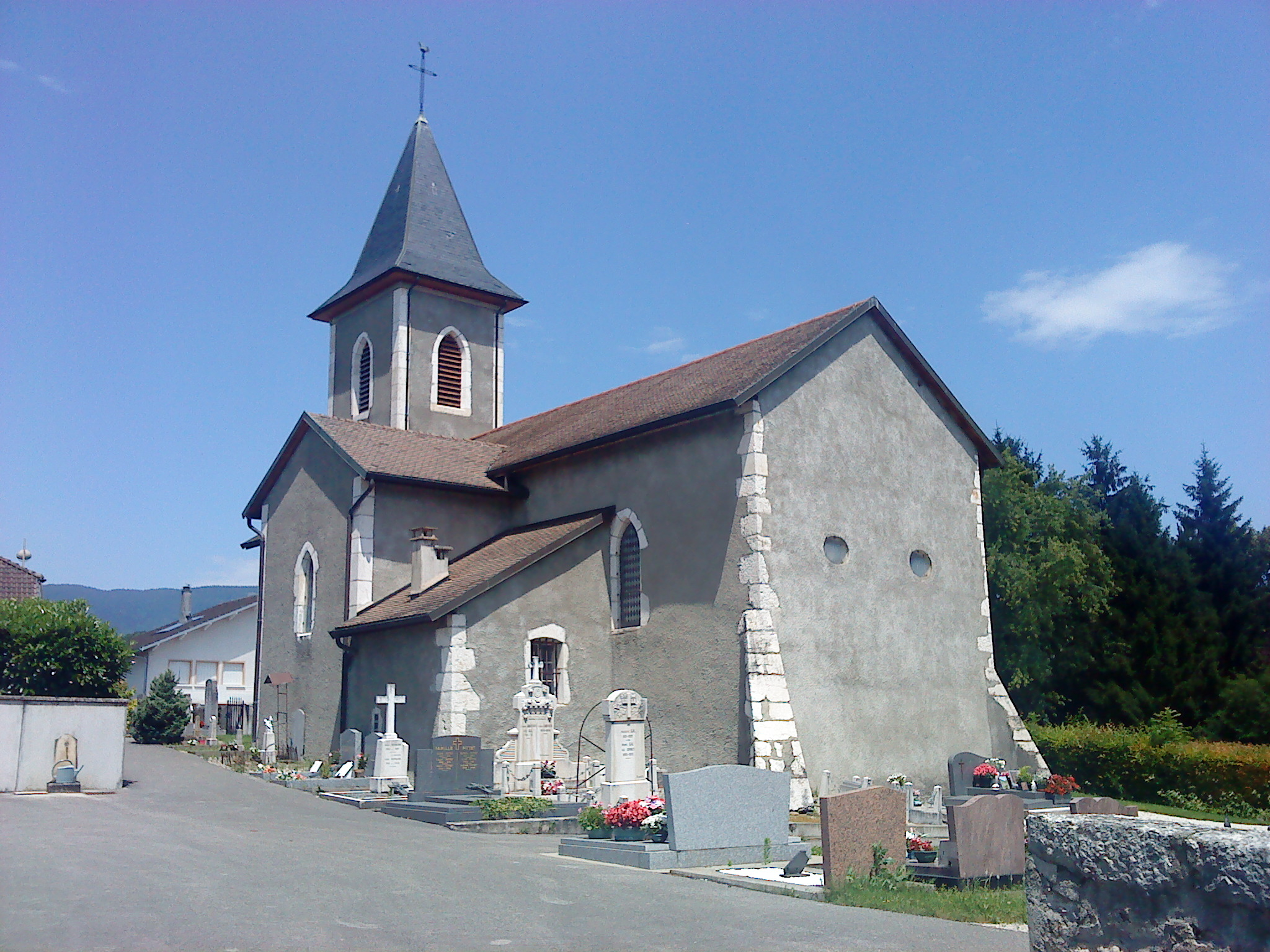
Церковь Св. Маврикия
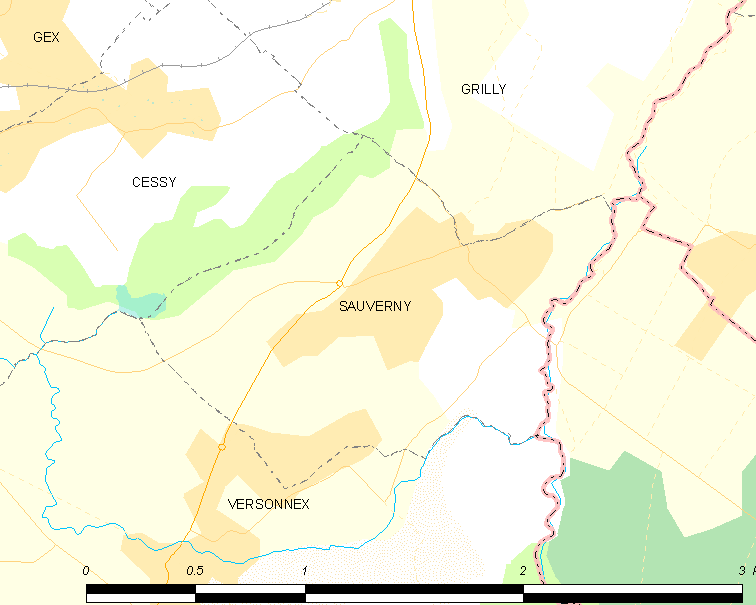
Карта коммуны